# ایستگاه کنکوردیا

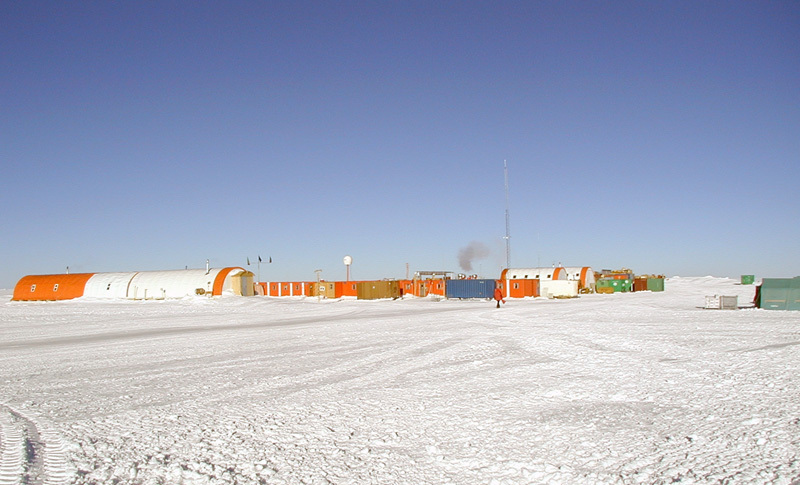
قسمت اصلی کمپ تابستانی در ایستگاه Dome C (Concordia) در ژانویه ۲۰۰۵

ایستگاه تحقیقاتی کنکوردیا، که در سال ۲۰۰۵ افتتاح شد، یک مرکز تحقیقاتی فرانسوی-ایتالیایی است که ۳٬۲۳۳ متر (۱۰٬۶۰۷ فوت) بالاتر از سطح دریا ساخته شده‌است در مکانی به نام Dome C در فلات قطب جنوب، قطب جنوب. در ۱٬۱۰۰ کیلومتر (۶۸۰ مایل) واقع شده‌است از داخل ایستگاه تحقیقاتی فرانسه در Dumont D'Urville , ۱٬۱۰۰ کیلومتر (۶۸۰ مایل) در داخل از ایستگاه کیسی استرالیا و ۱٬۲۰۰ کیلومتر (۷۵۰ مایل) از ایستگاه زوکلی ایتالیا در خلیج ترا نوا در داخل کشور. ایستگاه وستوک روسیه ۵۶۰ کیلومتر (۳۵۰ مایل) است دور. قطب جنوب جغرافیایی ۱٬۶۷۰ کیلومتر (۱٬۰۴۰ مایل) است دور. این تأسیسات همچنین در محدوده ادعای استرالیا در قطب جنوب، قلمرو قطب جنوب استرالیا قرار دارد.
ایستگاه کنکوردیا سومین ایستگاه تحقیقاتی دائمی و تمام سال در فلات قطب جنوب به جز ایستگاه وستوک (روسیه) و ایستگاه قطب جنوبی آموندسن-اسکات (ایالات متحده) در قطب جنوب جغرافیایی است. این به‌طور مشترک توسط دانشمندانی از فرانسه و ایتالیا اداره می‌شود و به‌طور منظم میزبان دانشمندان آژانس فضایی اروپا است.